# 于家庄站
于家庄站是一个京广线上的铁路车站，位于河北省保定市满城区于家庄镇，建于1901年，目前为四等站，邮政编码为072154。目前客运：办理旅客乘降；行李、包裹托运；货运：办理整车货物发到。